# 메르세데스-벤츠 OM656 엔진
메르세데스-벤츠 OM656 엔진(영어: Mercedes-Benz OM656 engine)은 2017년부터 메르세데스-벤츠에서 생산 중인 터보차저 디젤 엔진이며, W222 S-클래스 페이스리프트에 최초로 도입되었다.

## 디자인
OM656은 다른 4기통 및 6기통, 가솔린 및 디젤 엔진과 공유되는 모듈식 설계를 기반으로 한다.